# L'Usine de rien
Pour plus de détails, voir Fiche technique et Distribution.
L'Usine de rien est un film portugais réalisé par Pedro Pinho et sorti en 2017.

## Fiche technique
- Titre : L'usine de rien
- Titre original : A Fábrica de Nada
- Réalisation : Pedro Pinho
- Scénario : Tiago Hespanha, Luisa Homem, Leonor Noivo et Pedro Pinho
- Photographie : Vasco Viana
- Décors : João Calixto
- Son : João Gazua
- Montage et mixage son : Tiago Raposinho et Carlos Abreu
- Montage : José Edgar Feldman, Luisa Homem et Cláudia Rita Oliveira
- Musique : José Smith Vargas et Pedro Rodrigues
- Production : Terratreme Filmes
- Distribution France : Météore Films
- Pays d’origine :  Portugal
- Durée : 177 minutes
- Date de sortie : France - 13 décembre 2017

## Distribution
- José Smith Vargas
- Carla Galvão
- Njamy Sebastião
- Joaquim Bichana Martins
- Danièle Incalcaterra
- Hermínio Amaro
- João Santos Lopes
- Paulo Vitorino
- Rui Ruivo
- António Cajado Santos
- Zé Pedro
- Arlindo Miguel
- Boris Nunes 	Boris Nunes
- Euclides Furtado
- Fernando Lopes

## Récompense
- Prix FIPRESCI[1] du Festival de Cannes 2017 (Quinzaine des réalisateurs)[2]